# Касатка (залив)
Каса́тка (ранее яп. 単冠х湾 — Хитокаппу; также Нкоккари) — одна из бухт Тихого океана у берегов острова Итуруп. Расположена в восточной части острова. Как и на всём тихоокеанском побережье, бухта отличается сложными метеоусловиями: здесь часты туманы. Во время землетрясений в бухту заходят цунами, возможны шторма с сильными ветрами.

## География
С севера залив окаймляет хребет Иван Грозный. С южной стороны поднимается хребет Богатырь. Над заливом возвышается так называемая Чёртова скала. На берегу Касатки расположен аэропорт «Буревестник». Рядом расположен небольшой причал.

## История

### Японское время
Первый аэродром на берегу бухты Касатка был построен японцами в 1940-х годах и назывался Эторофу (по японскому названию всего острова).
26 ноября 1941 года из Касатки (тогда Хитокаппу) к Гавайским островам (Перл-Харбор) направилось японское авианосное соединение, для которого японское военно-морское командование назначило данный залив (бухту) точкой тайного сосредоточения сил перед выдвижением на Гавайи.

### Советское время
17 января 1960 года ветром скоростью 60 м/с в заливе была сорвана со швартовки и унесена в открытый океан самоходная баржа Т-36.
В сентябре 1988 года полевые археологические работы на берегу залива проводил видный советский учёный Ю. В. Кнорозов.

### Россия, XXI век
В 2011 году после землетрясения в Японии в бухту зашло цунами высотой 2 метра.